# Peter-Joseph-Lenné-Preis
Der Peter-Joseph-Lenné-Preis ist ein offener einstufiger Ideenwettbewerb für Studenten und junge Berufsanfänger aus den Fachgebieten Garten- und Landschaftsarchitektur, Architektur, Wissenschaft und Kunst. Er gilt als weltweit größter Ideenwettbewerb dieser Art und soll die Entwicklung junger Planer fördern und unterstützen.

Namensgeber ist der Gartenkünstler  Peter Joseph Lenné.

## Auslobung
Seit 1965 wird der Peter-Joseph-Lenné-Preis vom Senat von Berlin ausgelobt. Seit 2010 findet das Verfahren nur noch alle zwei Jahre statt. Die Teilnehmer am Wettbewerb dürfen nicht älter als 35 Jahre sein.

## Preis und Auszeichnungen
Der Peter-Joseph-Lenné Preis wird in drei Kategorien an die besten Arbeiten vergeben
1. Bereich A Garten- und Landschaftsarchitektur
2. Bereich B Städtische Grünordnungsplanung
3. Bereich C Landschaftsplanung

Weitere besonders gute Entwürfe werden mit einer Peter-Joseph-Lenné-Anerkennung gewürdigt. Beiträge mit besonders guten Pflanzenverwendungen im Bezug auf Gestaltung und Ökologie können mit einer Karl-Förster-Anerkennung durch die Karl-Förster-Stiftung ausgezeichnet werden. Alle Preise werden durch das Preisgericht, das sich aus mehreren Fachplanern zusammensetzt, vergeben.

## Preisträger
| Jahr | Bereich | Peter-Joseph-Lenné-Preis                                                                | Peter-Joseph-Lenné-Anerkennung                           | Karl-Förster-Anerkennung                                         | Lobende Erwähnung   | engere Wahl                                                      |                                                                |
| ---- | ------- | --------------------------------------------------------------------------------------- | -------------------------------------------------------- | ---------------------------------------------------------------- | ------------------- | ---------------------------------------------------------------- | -------------------------------------------------------------- |
| 2003 | A       | Jan Bunge, Deniz Dizici, Nils Hoff, Gerko Schröder, Daniel Stimberg und Sven Verbriggen | Henrik Olejnik, Jochen Westhauser und Friederike Marwede | Katrin Taut, Bettina Franke und Simon Micha Karsunke             | ---                 | Maria Gabriela Abraham und Maria Jose Ilari                      | Maike Neuendorff, Christian Wild und Stefanie Clauß            |
|      |         |                                                                                         |                                                          | Corinne Jacob und Carsten Schubarth                              |                     | Rui Vilela, Lars Hopstock und Chloe Sanson                       |                                                                |
|      | B       | nicht vergeben                                                                          | Susanne Berghaus                                         | ---                                                              | ---                 | Johan Kramer und Miriam Mlecek                                   |                                                                |
|      |         |                                                                                         | Sabine Kanne, Judith Schneider und Nina Sauerland        | ---                                                              | ---                 | ---                                                              |                                                                |
|      | C       | Franziska Nestler                                                                       | ---                                                      | ---                                                              | ---                 | Viola Hellwag                                                    | Alice Kube und Katja Drechsler                                 |
| 2004 | A       | Björn Höltje, Daniel Huffschmid, Nil Lachkareff, Matthias Schlosser und Ellen Richter   | Hann Lee                                                 | ---                                                              | ---                 | Jan Grimmek und Alexander Metzner                                | Tom Knoche, Matthias Lindner und Juliane Henke                 |
|      |         |                                                                                         |                                                          |                                                                  |                     | Stefan Netsch und Dörte Meinerling                               |                                                                |
|      | B       | nicht vergeben                                                                          | Christine Müller und Ivonne Schomber                     | ---                                                              | ---                 | ---                                                              |                                                                |
|      | C       | Alexander Kochan, Bodo Schulze, Martin Stockmann                                        | Anne Wilhelm und Thomas Layer                            | ---                                                              | ---                 | Britta Oehlerking und Alexander Harms                            |                                                                |
|      |         |                                                                                         | Katrin Teller, Liane Loechel und Sissi von Matuschka     |                                                                  |                     |                                                                  |                                                                |
| 2005 | A       | Lena Knufinke und Reinhard Busch                                                        | Maja Neumann und Thomas Abicht                           | Kathrin Taut, Simon Micha Karsunke und Jesko Tamm                | ---                 | Kathrin Taut, Simon Micha Karsunke und Jesko Tamm                | Petra Anders                                                   |
|      |         |                                                                                         |                                                          | Julia Römstätter und Christian Berthold                          | ---                 | Jana Meszaros und Kerstin Walther                                |                                                                |
|      | B       | Anna Bollmann, Annika Dyllik-Brenzinger, Imke Mumm und Sebastian Schwinge               | Melanie Forster und Hann Lie                             | ---                                                              | ---                 | Anna Jan und Lilith Schaffer                                     | Benjamin Schellmann                                            |
|      |         |                                                                                         |                                                          |                                                                  |                     | Andre de Carvalho Serra Rosado und Daniela Fortuna               |                                                                |
|      | C       | Mikola Varpu und Marion Porte                                                           | Ehm Eike Ehrig und Ilko Köster                           | ---                                                              | ---                 | ---                                                              |                                                                |
| 2006 | A       | Bettina Franke und Simon Micha Karsunke                                                 | Sebastian Schwinge und Anna Schwinge                     | ---                                                              | ---                 | ---                                                              |                                                                |
|      | B       | Alexandre Mellier                                                                       | Cordula Reichhardt                                       | ---                                                              | ---                 | ---                                                              |                                                                |
|      | C       | Dean Ross                                                                               | Thomas Amtage und Diana Blascke                          | ---                                                              | ---                 | ---                                                              |                                                                |
| 2007 | A       | Kathrin Dammeier und Bodo Worrmann                                                      | Philippe Buisson und Fréderic Dellinger                  | ---                                                              | ---                 | Diana Böhm und Ulrich Hoke                                       | Sebastian Feldhusen, Juliane Ketzer und Nils Krieger           |
|      |         | ---                                                                                     | Martin Hellbach und Denny Hellbach                       | ---                                                              | ---                 | Hanna Baur, Florian Martin und Maria Mayer                       | Sascha Deissler und Johannes Göpel                             |
|      | B       | Sonja Kupgisch                                                                          | ---                                                      | ---                                                              | ---                 | ---                                                              | ---                                                            |
|      | C       | Nele Bierwolf, Nadia Rückert und Heiko Ruddigkeit                                       | ---                                                      | ---                                                              | ---                 | ---                                                              | ---                                                            |
| 2008 | A       | Judith Messing                                                                          | Till Schmatzler                                          | Paul Junker, Johannes Schmelz und Mathias Kuklik                 | ---                 | Paul Junker, Johannes Schmelz und Mathias Kuklik                 | Sebastian Hartmann, Josefine Paul, Alena Weß und Sebastian Weß |
|      |         | ---                                                                                     | Alexander Butz und Jan Pingel                            | ---                                                              | ---                 | Radek Dastych, Mlada Boleslav, Jan Pospisil und Stepanka Smidova | ---                                                            |
|      | B       | nicht vergeben                                                                          | Katharina Klukas und Lisa Rothstock                      | ---                                                              | ---                 | ---                                                              | ---                                                            |
|      | C       |                                                                                         | nicht vergeben                                           | nicht vergeben                                                   | ---                 | ---                                                              | ---                                                            |
| 2009 | A       | Roman Häne und Silvio Spieler                                                           | Markus Kohlke                                            | Katrin Drünkler                                                  | Antonello Scopacasa | Jun-Wook Song                                                    | Pia Custodis und Sophie Holz                                   |
|      | B       | Johannes Rolfes                                                                         | Markus Kraft                                             | Markus Kraft                                                     | ---                 | Caroline Jurek, Katja Kirschke und Steffen Frederik Bäurle       | Christian Jagsch, Isabell Blaeser und Johannes Fröhlich        |
|      | C       | nicht ausgelobt                                                                         |                                                          |                                                                  |                     |                                                                  |                                                                |
| 2010 | A       | Tobias Dobratz und Florian Depenbrock                                                   | Christine Sima und Luc Walter Knödler                    | nicht vergeben                                                   | ---                 | Anais Nguyen The und Kim Kropfelder                              |                                                                |
|      |         | Christoph Richter                                                                       |                                                          |                                                                  |                     |                                                                  |                                                                |
|      | B       | Heike Kluge, Andreas Boden und Martin König                                             | Johann Laudan                                            | nicht vergeben                                                   | ---                 | Eva Lange und Jenni Preuschmann                                  | Nina Dvorak und Sophia Till                                    |
|      | C       | nicht vergeben                                                                          | Katharina Imgenberg und Regina Raulf                     | nicht vergeben                                                   | ---                 | ---                                                              |                                                                |
|      |         |                                                                                         | Carolin Wächter und Nicolas Waltz                        |                                                                  |                     |                                                                  |                                                                |
| 2012 | A       | Isabel Maier-Harth und Dennis Pytlik                                                    | Elisabeth Thiel                                          | ---                                                              | ---                 | ---                                                              |                                                                |
|      |         |                                                                                         | Isabella De Andrade Adauto Costa und Jun Yang            | ---                                                              | ---                 | ---                                                              |                                                                |
|      | B       | Lucas Rauch und Lasse Malzahn                                                           | Evelyn König und Franziska Schadzek                      | Evelyn König und Franziska Schadzek                              | ---                 | Arne Hauschildt und Moritz Rohde                                 | Fabian Karle und Mareen Leek                                   |
|      |         |                                                                                         | Hagen Schmidt                                            | Fabian Karle und Mareen Leek                                     | ---                 | ---                                                              | ---                                                            |
|      | C       | nicht ausgelobt                                                                         | ---                                                      | ---                                                              | ---                 | ---                                                              | ---                                                            |
| 2016 | A       | Jan Ole Rolfes und Pascal Zißler                                                        | Sara Zorlu, Roland Lumma und Felix Jacobs                | ---                                                              | ---                 | Lasse Malzahn                                                    | ---                                                            |
|      | B       | Marcel Tröger                                                                           | Christoph Odenthal und Marcel Götz                       | Juliane Florentine Posselt, Carolin Grünler und Franziska Mikuta | ---                 | ---                                                              | ---                                                            |
|      | C       | Meruyert Syzdykova und Max Georgi                                                       | Veronika Hartl und Niek van Gelder                       | ---                                                              | ---                 | ---                                                              | ---                                                            |